# Björn Nagel
Björn Nagel (* 25. Januar 1978 in Brunsbüttel) ist ein deutscher Springreiter. Nagel ritt von 2006 bis Oktober 2012 für die Ukraine und nahm in dieser Zeit an zwei Olympischen Spielen teil.

## Werdegang
1992 und 1993 wurde Nagel mit der deutschen Mannschaft Europameister der Junioren.
Mit 21 Jahren geriet er während eines Turniers in Barcelona unter Dopingverdacht, konnte seine Unschuld allerdings beweisen und kam mit einer Geldstrafe davon.
Seit 2006 leitet Björn Nagel den elterlichen Hof im schleswig-holsteinischen Friedrichskoog. Ab diesem Jahr ritt Nagel für die Ukraine, im Gegenzug wurden ihm vom ukrainischen Milliardär Oleksandr Onischtschenko Pferde zur Verfügung gestellt.
Seinen ersten Auftritt bei einem internationalen Championat für die Ukraine hatte er bei den Weltreiterspielen 2006 in Aachen. Die Equipe verpasste hier knapp eine Medaille (vierter Rang), in der Einzelwertung belegte Nagel hier mit Pilgrim II den 28. Rang. Ein Jahr später belegte Nagel mit Loriot bei den Europameisterschaften in Mannheim Rang 38 in der Einzelwertung und Rang acht mit der Mannschaft.
Seine ersten Olympischen Spiele bestritt Björn Nagel 2008 in Hongkong, wo die ukrainischen Mannschaft den 10. Platz erreichte, in der Einzelwertung wurde Nagel mit Magic Bengtsson 46. Es folgten Teilnahmen an den Weltreiterspielen 2010 und an den Olympischen Sommerspielen 2012 in London.
Im Oktober 2012 gab Björn Nagel bekannt, zukünftig wieder für Deutschland starten zu wollen. Nagel äußerte sich hierzu: „Wir sind nicht im Streit auseinander gegangen. Ich hatte wirklich interessante sechs Jahre mit dem Team um Alexandr Onnischenko, aber jetzt kommen neue Ziele. Man entwickelt sich ja auch weiter und setzt andere Prioritäten.“ Aufgrund einer Regelung des Weltpferdesportverbandes FEI durfte Nagel zwei Jahre lang nicht an Weltcupprüfungen, Nationenpreisen und internationalen Championaten teilnehmen. Er plante, junge Pferde für den Einsatz im Turniersport aufbauen.
Im Juli 2017 gewann Nagel mit Nerrado den Großen Preis eines CSI 2* in Wiener Neustadt.
Björn Nagel befand sich im August 2012 auf Rang 52 der Weltrangliste.

## Erfolge
- Olympische Sommerspiele:
  - 2008, Hongkong: mit Magic Bengtsson 46. Platz in der Einzelwertung und 10. Platz mit der Mannschaft
  - 2012, London: mit Niack de L'Abbaye 43. Platz in der Einzelwertung und 14. Platz mit der Mannschaft[10]

- Weltreiterspiele:
  - 2006, Aachen: mit Pilgrim II 28. Platz in der Einzelwertung und 4. Platz mit der Mannschaft
  - 2010, Lexington KY: mit Va et Viens van de Zelm 20. Platz in der Einzelwertung und 16. Platz mit der Mannschaft[11]

- Europameisterschaften:
  - 1993, Wörthersee (Junioren): mit Calando 1. Platz in der Einzelwertung und 1. Platz mit der Mannschaft[12]
  - 1997, Moorsele (Junge Reiter): 7. Platz in der Einzelwertung und 4. Platz mit der Mannschaft[13]
  - 2007, Mannheim: mit Loriot 38. Platz in der Einzelwertung und 8. Platz mit der Mannschaft

## Familie
Björn Nagel ist der Sohn des Springreiters Tjark Nagel sowie Neffe 2. Grades von Carsten-Otto Nagel. Er lebt in Friedrichskoog, Kreis Dithmarschen.

## Pferde
- Magic Bengtsson (* 1994), Wallach